# Instituto Centroamericano de Investigación y Tecnología Industrial
El Instituto Centroamericano de Investigación y Tecnología Industrial (ICAITI) se inicia en el 1956, a nivel regional. Después de varias décadas de trabajo, por problemas financieros de los cinco países signatarios el ICAITI se cierra en 1998.
Sus principales actividades se relacionaron con:
- Apoyo a la industria y el comercio en América Central;
- Servir a los países de la región en la promulgación de normas que facilitaran el intercambio comercial en la región, para ese fin, en junio de 1962, fue creada la División de Normalización del Instituto Centroamericano de Investigación y Tecnología Industrial.

Ha desarrollado varios manuales como::
- Estufas para uso colectivo (1983)
- Manual de construcción y operación estufa Chulah (1983)
- Manual de construcción y operación planta de biogás (1983)
- Manual de construcción y operación planta económica de biogás (1983)
- Biogás: información general (1983)
- Manual de construcción y operación estufa Lorena (1983)